# A harmadik országbeli állampolgárok munkavállalása Magyarországon
A magyarországi munkavállalás szempontjából harmadik országbeli állampolgárnak azok a személyek számítanak, akik nem magyar állampolgárok, és nem is a szabad mozgás és tartózkodás jogával rendelkező személyek (ez utóbbiak tipikusan az Európai Unió és néhány egyéb, hasonló státuszú ország állampolgárai). A harmadik országbeli állampolgárok munkavállalására speciális szabályok vonatkoznak, és bizonyos esetekben engedélyezési, illetve bejelentkezési kötelezettség van érvényben.

## A harmadik országbeli állampolgárok munkavállalása Magyarországon: 2006–2010

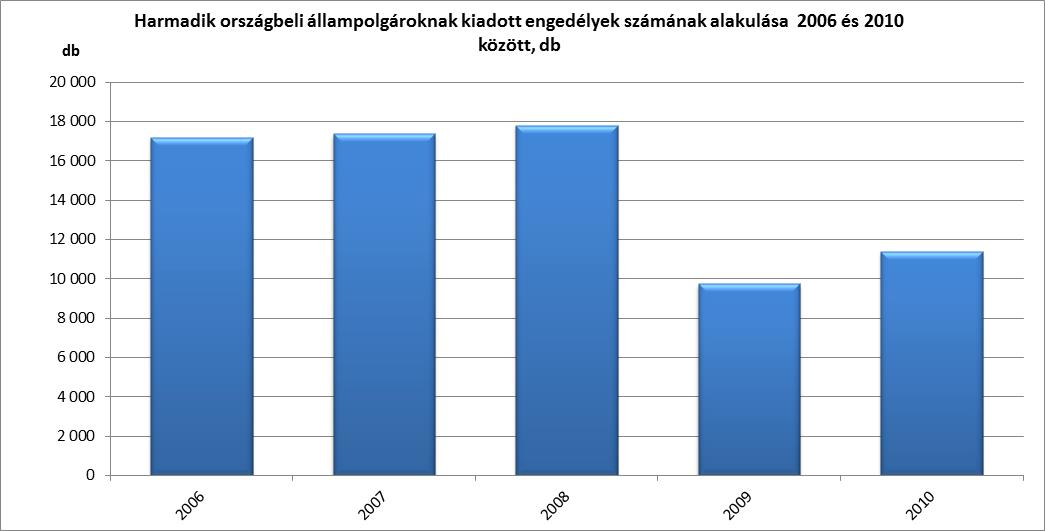
Harmadik országbeli állampolgároknak kiadott engedélyek számának alakulása 2006-2010 között.

Harmadik országbeli állampolgár fogalmának meghatározása: harmadik országbeli állampolgár a 355/2009. (XII.30.) Kormányrendeletben meghatározott harmadik országbeli állampolgár, azaz a szabad mozgás és tartózkodás jogával rendelkező személyek kivételével, a nem magyar állampolgár és a hontalan. A szabad mozgás és tartózkodás jogával rendelkező személyek tipikusan az Európai Unió állampolgárai. A harmadik országbeli állampolgárok foglalkoztatása sok más országhoz hasonlóan Magyarországon is engedélyhez kötött. A harmadik országbeli állampolgárok foglalkoztatására kiadott munkavállalási engedélyek száma 2006-ban és 2008-ban stagnált, 2009-ben erős visszaesés volt, majd 2010-ben ismét emelkedett.

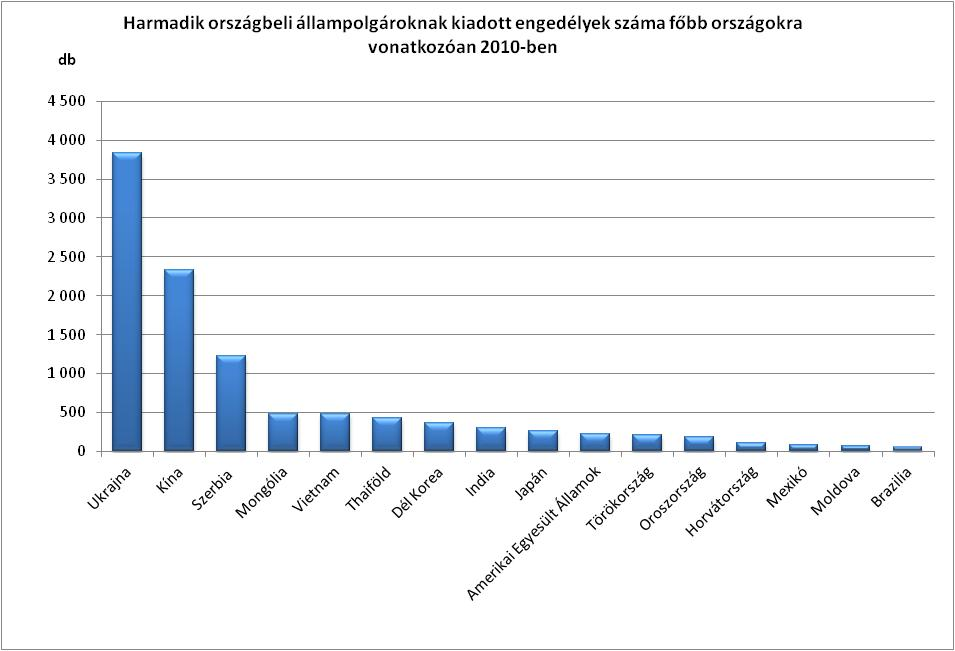
Harmadik országbeli állampolgároknak kiadott engedélyek száma országonként 2010-ben

A legtöbb engedélyt az ukrán állampolgárok kapták (3833 db-ot), ezzel részesedésük a harmadik országbelieknek kiadott engedélyek számához képest 34%. Másodsorban a kínai állampolgárok 2335 db engedélyt kaptak, részesedésük így 21%, őket pedig a szerbek követték 1230 db engedéllyel és 11%-os részesedéssel. E három ország munkavállalóinak együttes aránya 65% volt a kiadott engedélyek tekintetében. (Forrás: Foglalkoztatási Hivatal/Statisztika)

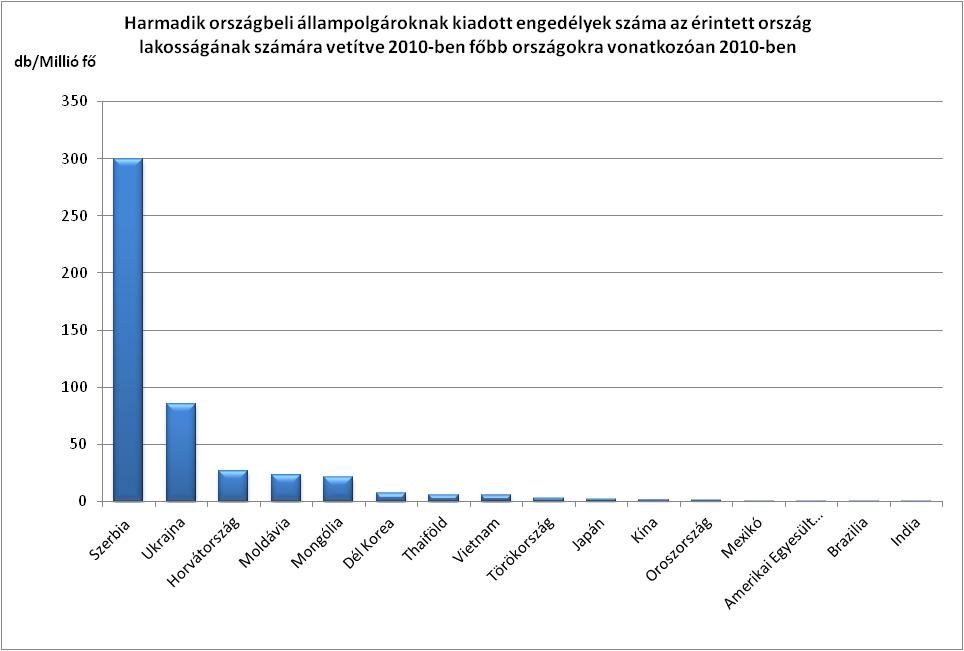
Harmadik országbeli állampolgároknak kiadott engedélyek száma országonként lakosságra vetítve 2010-ben

Az egyes országok állampolgárai természetes módon munkavállalás szempontjából hazánkat különböző mértékben értékelik. Egészen más rangsor alakul ki az országokat sorba állítva, ha az egyes országok munkavállalói részére kiadott engedélyeket az adott ország lakosságának számára vetítjük. 
Ebben az esetben a legtöbb fajlagos engedélyt a szerb állampolgárok kapták (300 db/millió fő), majd jócskán lemaradva következett Ukrajna (100 db/millió fő alatt) és Horvátország (mintegy 25 db/millió fő) részesedéssel. Kína csupán a 11. helyezést érte el.
Egy országon belül az egyes állampolgárok motivációját külföldi munkavállalásra vonatkozóan sok szempont befolyásolja, pl. rokoni, ismerősi kapcsolatok, az adott ország szokásos külkapcsolatai. Vélhetően erős motiváció lehet a külföldi munkavállalásra a célország erősebb gazdasági helyzete. Magyarország ebben a tekintetben persze elmarad a nyugat európai fejlett országoktól, ennek ellenére érkeznek hozzánk munkavállalók egészen távoli országokból is.

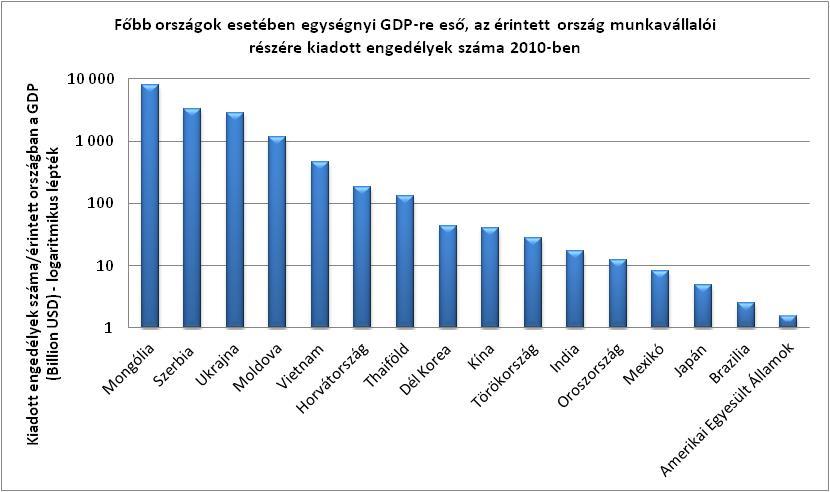
Harmadik országbeli állampolgároknak kiadott engedélyek száma országonként GDP-re vetitve 2010-ben

A jobb oldali oszlopban a negyedik diagram a hazánkba érkezett külföldi munkavállalók származási országának GDP-jére eső, az adott ország munkavállalóinak kiadott engedélyek számát mutatja be.
Ebben az esetben az élen Mongólia szerepel, őket követi Szerbia és Ukrajna.

### A harmadik országbeli munkavállalóknak együttesen kiadott engedélyek számának alakulása foglalkozási főcsoportok (FEOR1 számjegy) szerint

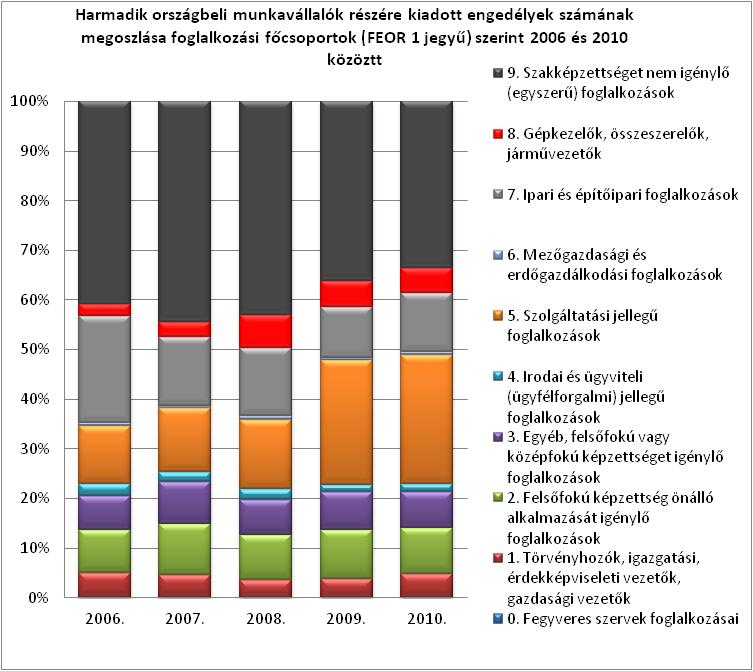
Harmadik országbeli állampolgároknak kiadott engedélyek számának megoszlása foglalkozási főcsoportok (FEOR1) szerint 2006 és 2010 között

2006 és 2010 között elsősorban a szakképzettséget nem igénylő foglalkozási főcsoportban kezdtek a harmadik országbeli munkavállalók tevékenykedni, részesedésük egyharmad és közel fele arány között mozgott, és 2007-től folyamatosan csökkent. 2010-re a szegmens részesedése a 2007-es csúcsérték háromnegyedére csökkent. A második helyen a szolgáltatás jellegű főcsoport áll, részesedése egytized és egynegyed között mozgott, 2006 óta folyamatosan növekedett, mintegy kétszeresére.

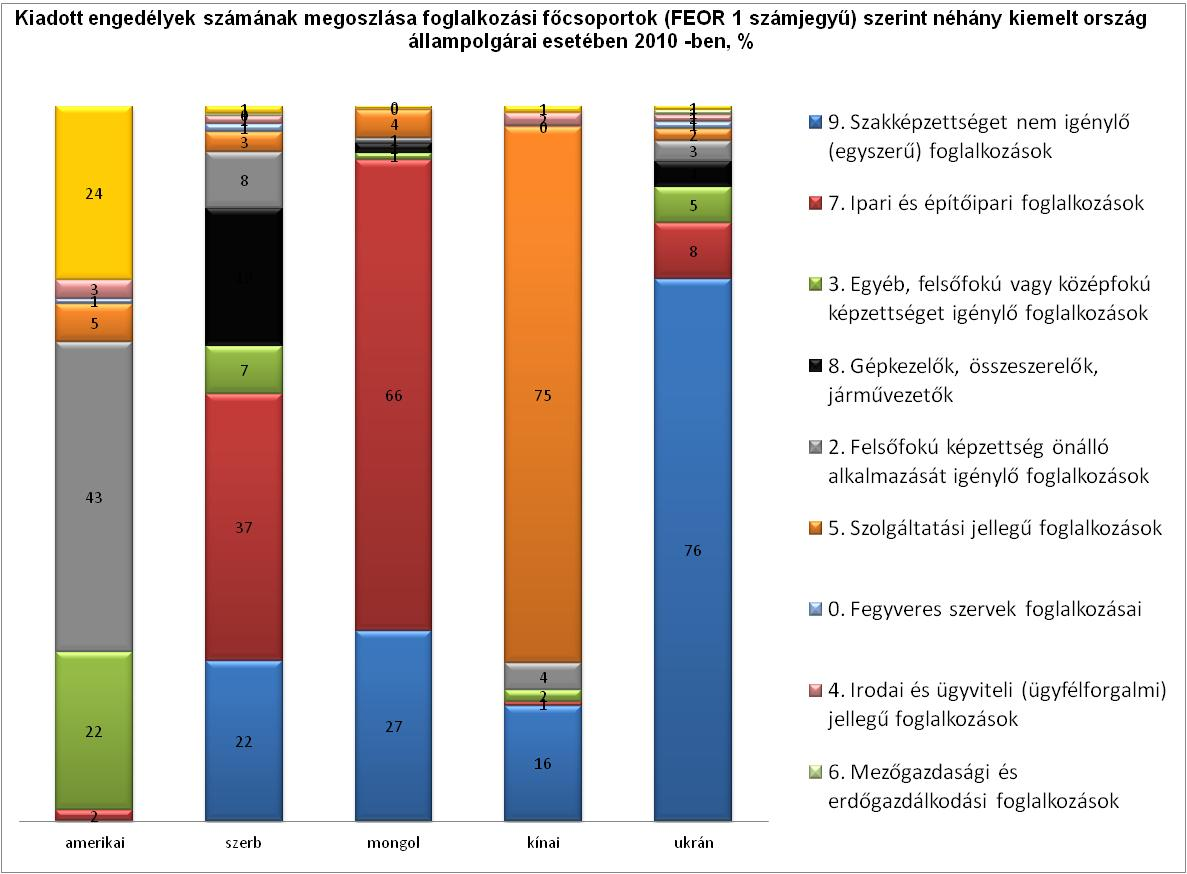
Harmadik országbeli állampolgároknak kiadott engedélyek számának megoszlása foglalkozási főcsoportok (FEOR1) szerint néhány kiemelt ország esetében 2010-ben

A legtöbb munkavállalási engedélyt 2010-ben az ukrán állampolgárok kapták. Az ukrán állampolgárok háromnegyede (76%) a szakképzettséget nem igénylő (egyszerű) foglalkozási főcsoportban kezdte meg tevékenységét. A kínai munkavállalók háromnegyede (75%) pedig a szolgáltatási jellegű foglalkozási főcsoportban kaptak munkavégzésre lehetőséget. Az ukrán és kínai munkavállalókhoz hasonlóan a munkát kezdő mongol dolgozóknál is megfigyelhető egy adott foglalkozás preferálása, nevezetesen az ipari és építőipari foglalkozási főcsoport, amelyben az összes, éppen munkát kezdő, mongol dolgozói állományt alapul véve kétharmados részesedést értek el.
Az amerikai és szerb munkavállalók valamennyi foglalkozási főcsoportban 50% alatt részesedtek.
Az amerikai munkavállalók elsősorban a magasabb végzettséget igénylő, magas elvárásokat támasztó munkaköröket töltötték be, így: felsőfokú képzettség önálló alkalmazását igénylő foglalkozási főcsoport (44%), törvényhozók, igazgatási, érdekképviseleti vezetők, gazdasági vezetők (24%), vagy egyéb, felsőfokú vagy középfokú képzettséget igénylő foglalkozási főcsoport (22%).

### A harmadik országbeli munkavállalóknak kiadott engedélyek számának alakulása iskolai végzettség szerint

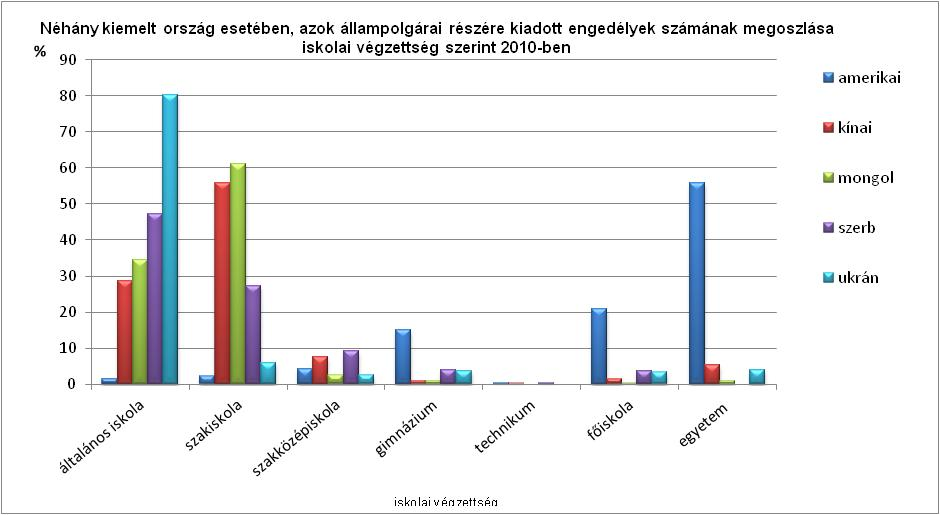
Harmadik országbeli állampolgároknak kiadott engedélyek számának megoszlása iskolai végzettség szerint néhány kiemelt ország esetében 2010-ben

Az amerikai állampolgárok háromnegyede (77%) főiskolai vagy egyetemi végzettséget igénylő munkakört töltött be. Más országok munkavállalói által betöltött munkakörök nem igényeltek ilyen részesedéssel magasan képzett dolgozókat, ezen országok állampolgárai által betöltött munkakörök aránya mindössze 1-8%-ot ér el (mongolok 1%, szerbek 8%). Az ukrán munkavállalók nagy része (négyötödük) a legalacsonyabb végzettséget igénylő munkakört kezdte ellátni.
A kínai és a mongol munkavállalók döntő többsége pedig középfokú végzettséget igénylő munkakör betöltésére nyert lehetőséget.

### A harmadik országbelieknek kiadott engedélyek számának alakulása nemzetgazdasági ág (TEÁOR1 számjegy) szerint

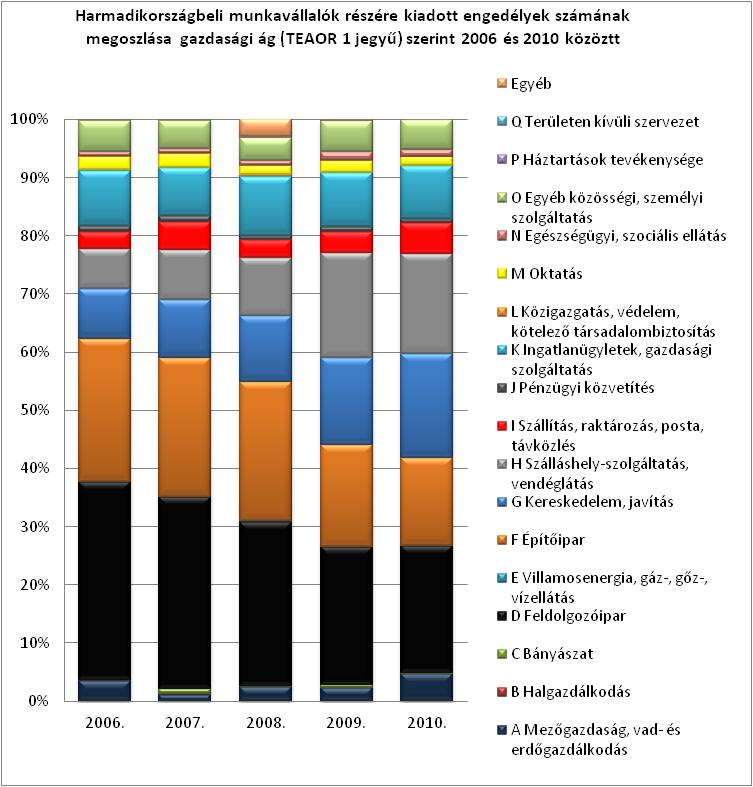
Harmadik országbeli állampolgároknak kiadott engedélyek számának megoszlása ágak (TEÁOR1) szerint 2006 és 2010 között

A harmadik országbeliek mintegy egyharmada-egynegyede a feldolgozóiparban, egyötöde-negyede pedig az építőiparban helyezkedett el.
A feldolgozóipar és az építőipar mintegy egyharmaddal csökkentette munkaerőigényét 2010-ben 2006-hoz képest, a szálláshely szolgáltatás, illetve a kereskedelem, javítás azonban több mint kétszeresére növelte a kezdő munkaerő létszámát.

### A harmadik országbeli munkavállalóknak kiadott engedélyek számának megoszlása nemek szerint

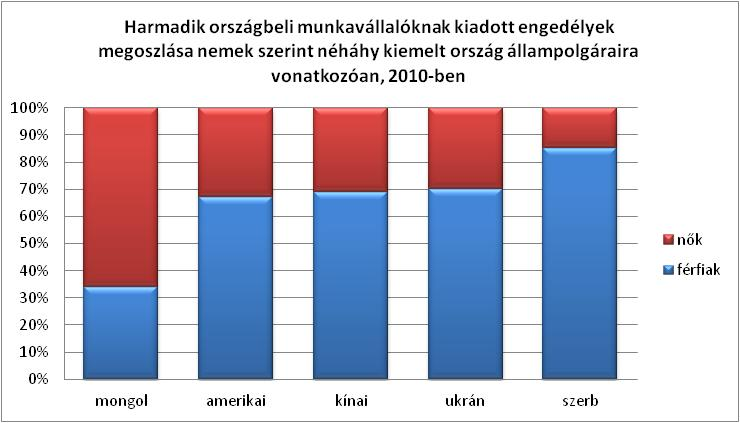
Harmadik országbeli állampolgároknak kiadott engedélyek számának megoszlása nemek szerint néhány kiemelt ország esetében 2010-ben

2010-ben a férfiak több mint kétharmados részesedéssel (69,1%) helyezkedtek el a hazai munkaerőpiacon. 2006-ban a férfiak részesedése 71,5% volt. 2010-ben a mongol munkavállalók esetében a nők részesedése mintegy kétharmad volt, ugyanakkor a szerb munkavállalóknak kevesebb, mint egyötöde volt női dolgozó.

### Kiadott engedélyek számának alakulása életkor szerint

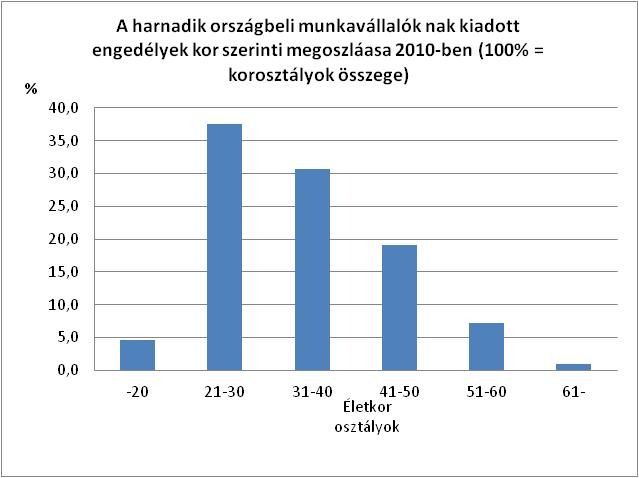
Harmadik országbeli állampolgároknak kiadott engedélyek számának megoszlása életkor szerint 2010-ben

A harmadik országbeli dolgozók mintegy kétharmada a 21-40 éves korosztályból került ki. A hatvan év fölötti munkavállalók csupán 1%-ban részesedtek a teljes állományból.

### Kiadott engedélyek számának alakulása életkor szerint néhány kiemelt ország állampolgáraira vonatkozóan, néhány kiemelt foglalkozásban

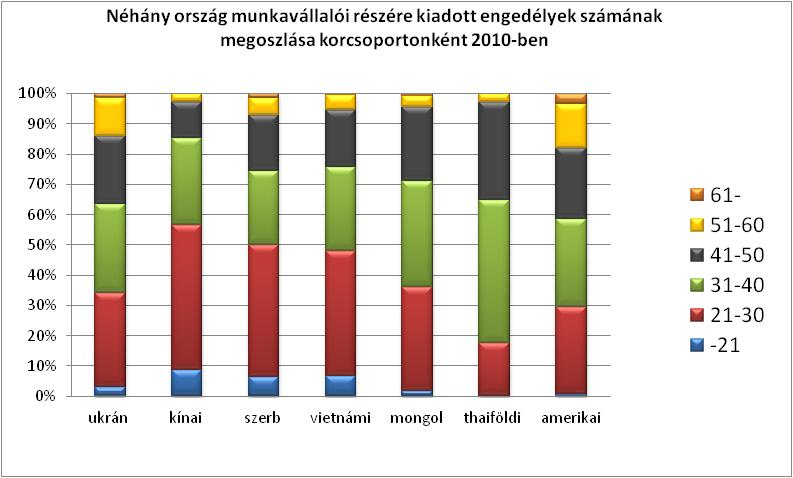
Harmadik országbeli állampolgároknak kiadott engedélyek számának megoszlása korcsoportok szerint néhány kiemelt ország esetében 2010-ben

Amíg a thaiföldi munkavállalók esetében inkább a 31-40 éves korosztály kezdte meg munkáját hazánkban, addig a kínaiak esetében inkább a 21-30-as korosztály.

### Néhány kiemelt harmadik ország esetében a munkavállalók részére kiadott engedélyek számának megoszlása fizetési kategóriák szerint

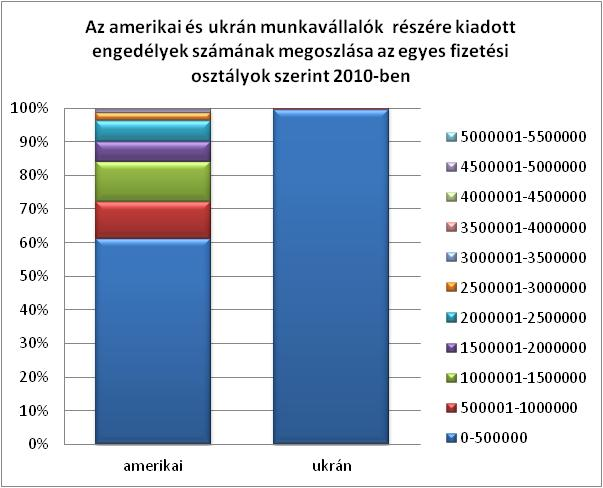
Amerikai és ukrán állampolgároknak kiadott engedélyek számának megoszlása fizetési osztályok szerint 2010-ben

Az amerikai munkavállalók állományának nagy része a két és félmillió Ft-os fizetési osztályba sorolható. Az ukrán munkavállalók 99%-a a 0-500 000 Ft-os sávba került.